# Teano (filosofa)
Teano raffigurata nella Scuola di Atene di Raffaello (in greco antico: Θεανώ?, Theanṓ; Crotone, VI secolo a.C. – ...) è stata una filosofa greca antica che sarebbe stata, secondo alcune fonti, figlia o moglie di Pitagora, discepola della sua scuola dove apprendevano la dottrina del maestro altre 28 allieve. 
Secondo altre fonti ella sarebbe stata invece la figlia di Brontino, successore di Pitagora. Dal matrimonio con il maestro sarebbero nati tre figli: due maschi, Telauge e Arimnesto, e una femmina, Damo. Dopo la morte del marito sposò Aristeo.

## Biografia
Secondo la Suda, Didimo e Clemente Alessandrino, Teano nacque a Crotone.
Ci sono pervenute sette sue lettere, tre delle quali considerate autentiche. Inoltre, diverse fonti riportano anche alcuni suoi apoftegmi a carattere morale, rivolti alle donne di Crotone, che si collegano alle sentenze pitagoriche dei Versi Aurei.
Ci parlano di lei come filosofa le biografie di Pitagora scritte da Diogene Laerzio, Porfirio, Giamblico e dall'anonimo Foziano. Nella tradizione filosofica è diventata l'emblema della donna sapiente, ma insieme fedele e ligia ai suoi doveri, attorno a cui si consolida la famiglia.
Le lettere, nelle quali spicca l'ideale pitagorico della ricerca della giusta misura tra eccessi e difetti, contengono osservazioni e consigli rivolti ad alcune amiche sull'educazione dei figli, sui rapporti all'interno della coppia, sul comportamento da tenere coi servi.